# فيلهلم كلاين
فيلهلم كلاين (بالدنماركية: Vilhelm Klein)‏ هو مهندس معماري دنماركي، ولد في 6 مارس 1835، وتوفي في 10 فبراير 1913 في فريدريكسبرغ في الدنمارك.

## معرض صور

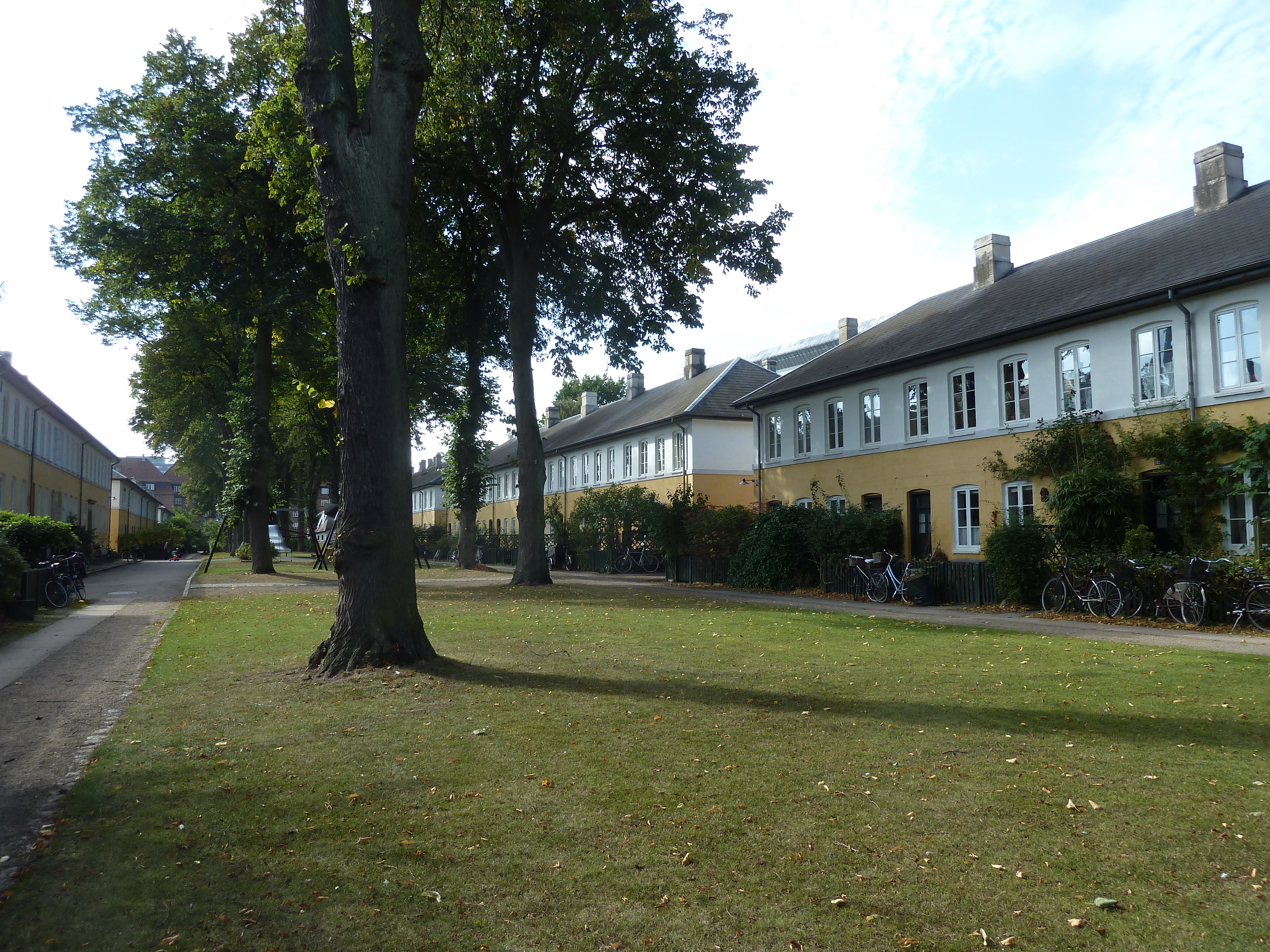
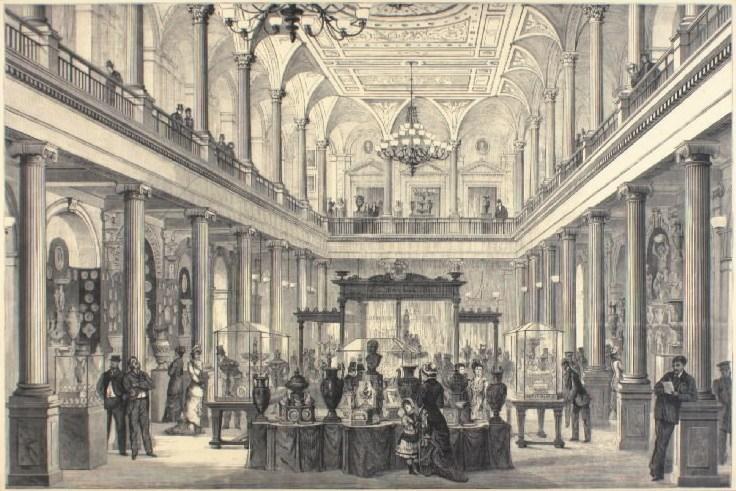
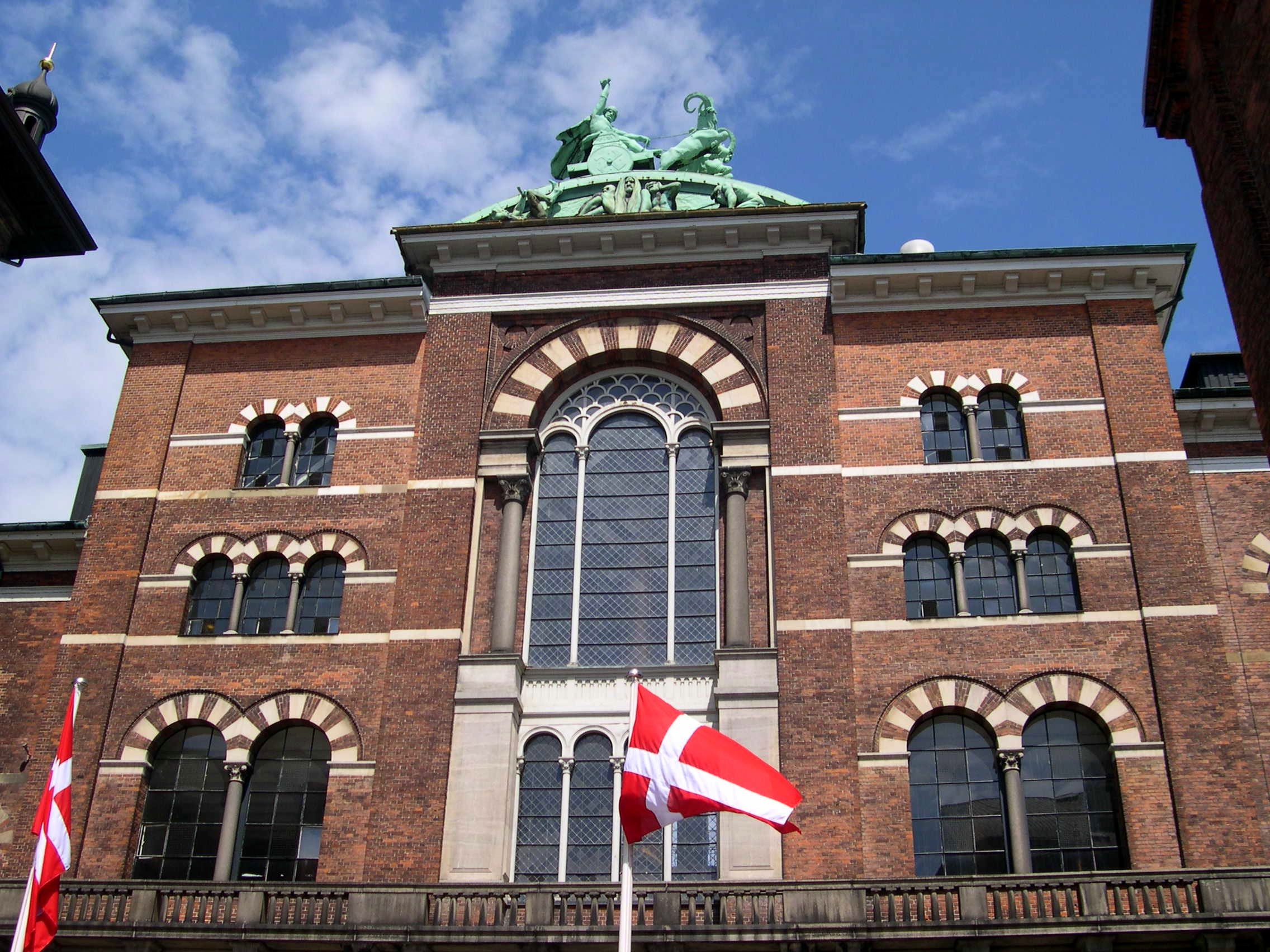
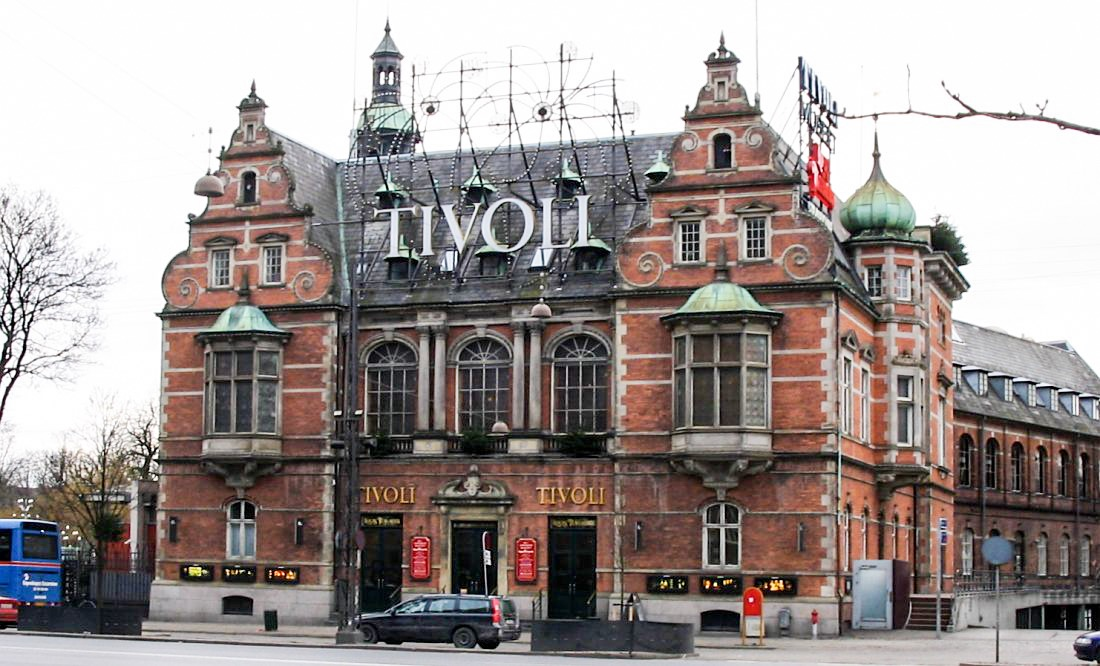